# Chippewa-indianere
Chippewa-indianere (hvis fulde navn er St. Croix Chippewa-indianere) er en indianerstamme, der er placeret langs med St. Croix-floden, som udgør grænsen mellem de to amerikanske stater Wisconsin og Minnesota. Flertallet af St. Croix Chippewa-indianerne er opdelt i to grupper: St. Croix Chippewa-indianerne i Wisconsin udgør en føderalt anerkendte stamme, mens St. Croix Chippewa-indianerne i Minnesota udgør en ikke-anerkendt stamme, der indeholder fire konstituerende medlemmer af Mille Lacs Band af Ojibwe.
Chippewa indianerne har på procentmæssigt flest tilfælde af leddegigt i verden (5,3%)[kilde mangler]. I resten af verden er det cirka 1 procent som har leddegigt.
| Folkeslag | Spire Denne artikel om folkeslag eller etnografi er en spire som bør udbygges. Du er velkommen til at hjælpe Wikipedia ved at udvide den. |